# Lloyd Harris
Lloyd Harris (ur. 24 lutego 1997 w Kapsztadzie) – południowoafrykański tenisista, reprezentant kraju w Pucharze Davisa.

## Kariera tenisowa
Zawodowy tenisista od roku 2015.
Finalista dwóch turniejów o randze ATP Tour w grze pojedynczej.
W grze podwójnej Harris osiągnął jeden turniejowy finał.
Od marca 2016 reprezentant Południowej Afryki w Pucharze Davisa.
W rankingu gry pojedynczej najwyżej był na 31. miejscu (13 września 2021), a w klasyfikacji gry podwójnej na 108. pozycji (6 czerwca 2022).

### Finały w turniejach ATP Tour
| Legenda                                      |
| -------------------------------------------- |
| Wielki Szlem                                 |
| Igrzyska olimpijskie                         |
| Tennis Masters Cup / ATP Finals              |
| ATP Masters Series / ATP Tour Masters 1000   |
| ATP International Series Gold / ATP Tour 500 |
| ATP International Series / ATP Tour 250      |

#### Gra pojedyncza (0–2)
| Końcowy wynik | Nr | Data             | Turniej  | Nawierzchnia | Przeciwnik     | Wynik finału |
| ------------- | -- | ---------------- | -------- | ------------ | -------------- | ------------ |
| Finalista     | 1. | 18 stycznia 2020 | Adelaide | Twarda       | Andriej Rublow | 3:6, 0:6     |
| Finalista     | 2. | 20 marca 2021    | Dubaj    | Twarda       | Asłan Karacew  | 3:6, 2:6     |

#### Gra podwójna (1–1)
| Końcowy wynik | Nr | Data           | Turniej     | Nawierzchnia  | Partner      | Przeciwnicy                  | Wynik finału      |
| ------------- | -- | -------------- | ----------- | ------------- | ------------ | ---------------------------- | ----------------- |
| Finalista     | 1. | 13 lutego 2022 | Rotterdam   | Twarda (hala) | Tim Pütz     | Robin Haase Matwé Middelkoop | 6:4, 6:7(5), 5–10 |
| Zwycięzca     | 1. | 1 lipca 2023   | Santa Ponça | Trawiasta     | Yuki Bhambri | Robin Haase Philipp Oswald   | 6:3, 6:4          |